# Epalpus rostratus
Epalpus rostratus là một loài ruồi trong họ Tachinidae.